# Tullio Marcelo Maruzzo Rappo
Fray Tullio Maruzzo (Arcugnano, Reino de Italia, 23 de julio de 1929 - Quiriguá, Izabal 1 de julio de 1981) fue un sacerdote italiano de la Orden de Frailes Menores o Frailes franciscanos, que fue asesinado junto al catequista Luis Obdulio Arroyo Navarro durante la Guerra civil de Guatemala; posteriormente la Iglesia católica reconoció su martirio in odium fidei y ambos fueron beatificados en Morales, Izabal el 27 de octubre de 2018, durante una ceremonia presidida por el Cardenal Giovanni Angelo Becciu, prefecto de la Congregación para las Causas de los Santos como representante del Papa Francisco.

## Infancia

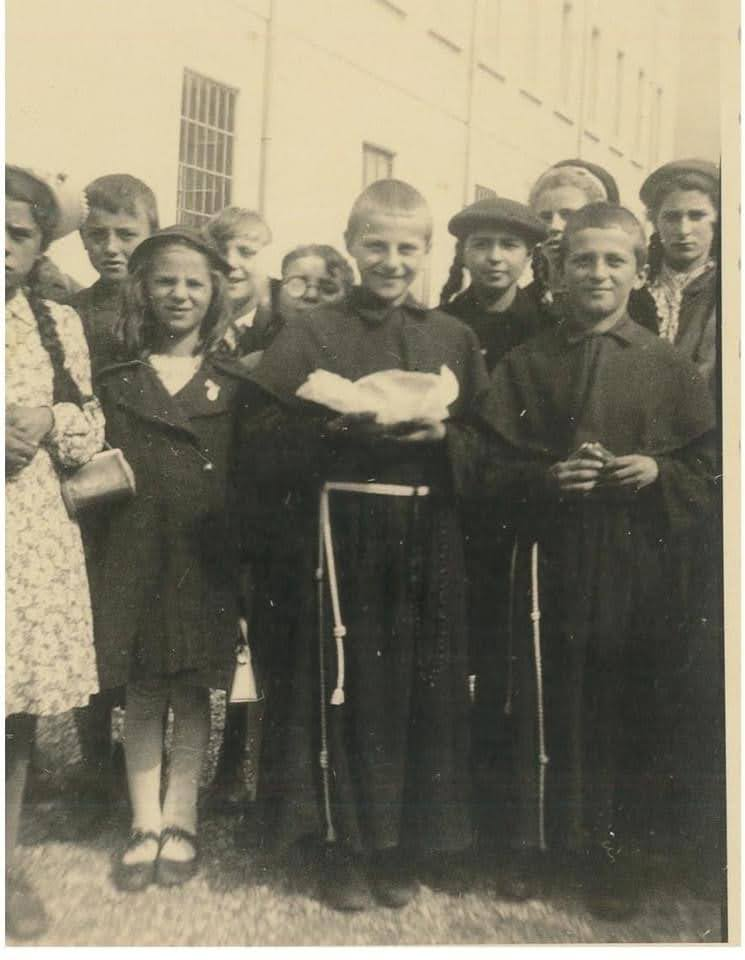
Beato Fray Tulio en medio vestido de fraile, a la derecha su hermano gemelo Fray Lucio y con familiares.

Nació el 23 de julio de 1929, junto a su hermano gemelo, (Daniel) en el Sector Norte del Valle del Po, en Berici, aldea de Lapio del municipio de Arcugnano en Vicenza, famosa por la elaboración de lana y trabajos de joyería. Sus padres fueron; el señor Angelo Maruzzo, quien se dedicaba a cultivar la tierra, y trabajaba como zapatero y la señora Augusta Rappo, ama de casa. En mayo de 1937 los hermanos gemelos hicieron su Primera Comunión, y el 4 de diciembre del mismo año recibieron el sacramento de la Confirmación en la Parroquia de Carbonara di Bastia.

## Vida Religiosa
El 12 de agosto de 1945, Marcelo y Daniel, siempre juntos, después de haber terminado los estudios de bachillerato emperazon un año de prueba, el noviciado, lo realizaron en San Francisco del Desierto, en la laguna de Venecia, una isla donde viven solamente los frailes franciscanos. Luego de tomar el hábito religioso franciscano, prometiendo un cambio de vida, que antes del Concilio Vaticano entrañaba algo muy importante, el cambio de nombres; Marcelo recibió el nombre de fray Tulio y Daniel, fray Lucio. El 17 de agosto de 1946, fray Tulio hacía su profesión religiosa. El 15 de julio de 1951, en el Santuario de San Antonio en Gemona del Friuli, fray Tulio prometió a Dios vivir para siempre en la pobreza como Jesús la vivió, ser obediente como Jesús lo había sido con Dios Padre y vivir en amor y totalmente entregado a Dios en la castidad perpetua.
El 21 de junio de 1953 fray Tulio, juntamente con su hermano fray Lucio, fueron ordenador sacerdotes por el Patriarca de Venecia, Su Eminencia Ángel Cardenal Roncalli, quien pocos años después se convertiría en S.S. Juan XXIII. Recién ordenado sacerdote, con espíritu de obediencia, fray Tulio fue destinado al convento San Nicolás en el Lido, Venecia, como asistente de los huérfanos de la guerra.

## Vida Misionera
Fray Tulio, solicitó los permisos necesarios a sus superiores y, tras despedirse, no sin lágrimas de sus hermanos y familiares y despedirse de los huérfanos, emprendió un largo viaje hacia Guatemala, donde llegó el 16 de diciembre de 1960.

### Parroquia Sagrado Corazón de Jesús
Llegando a Guatemala, el superior lo destinó a la Parroquia Sagrado Corazón de Jesús en Puerto Barrios: llegó el 27 de diciembre de 1960, el entonces párroco era el P. Eustaquio Peruzzi, ofm, que estaba construyendo la iglesia parroquial, el convento y un colegio. Fue encargado de la catequesis en las escuelas y de la asistencia religiosa en los dos hospitales en la región. En esta Parroquia, el Fray Tulio (o Padre Tulio, como era conocido) tuvo su primer encuentro con el Movimiento de Cursillos de Cristiandad. Siendo colaborador en Puerto Barrios, fue encargado de la vecina parroquia de Abacá Entre Ríos, que estaba vacante.

### Parroquia Nuestra Señora de Fátima, Abacá Entre Ríos
La localidad de Abacá Entre Ríos, tomaba nombre por el cultivo de una planta con la que se producía una fibra muy resistente. El P. Tulio tuvo que poner en acción todos sus conocimientos y la práctica, obtenida como estudiante y durante su permanencia en el convento de San Nicolás en el Lido. Dio los últimos retoques de carpintería a las tres construcciones de madera, Se trasladó definitivamente el 26 de enero de 1963.

### Parroquia de Morales
La primera parroquia del departamento de Izabal había sido Bananera. La compañía UFCO tenía allí su centro administrativo donde vivían los técnicos y empleados como sus familiares. El obispo de Zacapa, Diócesis creada en 1951, Monseñor Constantino Luna, ofm, decidió crear en el lugar una nueva jurisdicción pastoral y separa Morales de Bananera, fundando la nueva Parroquia San José de Morales. Había que construir todo. El P. Tulio fue nombrado primer párroco de Morales. En un principio compartió el trabajo pastoral con el P. Vicente Cozza, ofm, Párroco de Santa Teresita del Niño Jesús de Bananera.El P. Tulio logró construir la casa parroquial donde se instaló apenas construida. Con gran esfuerzo logró terminar la iglesia parroquial, durante sus vacaciones en Italia recaudó fondos y así pudo completar la construcción.

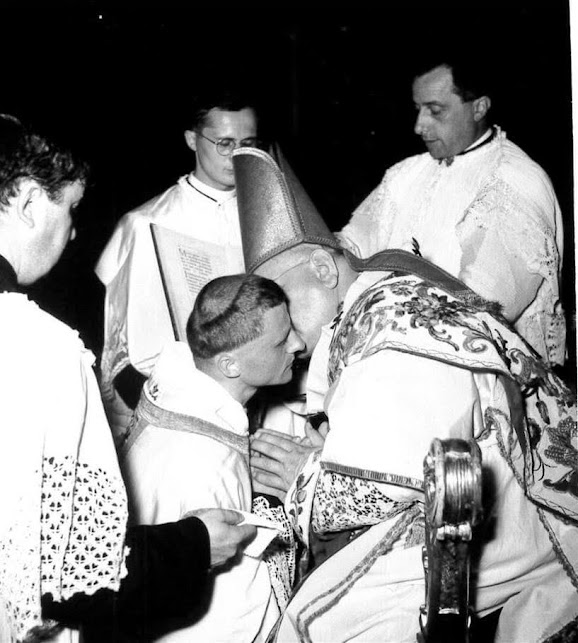
Tullio Maruzzo el día de su ordenación por el Cardenal Angelo Roncalli (Juan XXIII)

El P. Tulio se propuso ayudar a los campesinos, para que legalizaran las tierras que cultivaban. Mas esto no pasó inadvertido a los militares y comisionados que querían quedarse con las tierras ya trabajadas; por lo cual comenzaron a amenazarlo, considerándolo un obstáculo que había que eliminar. Siguieron después las calumnias que acusaban al P. Tulio de colaborar con la guerrilla. En realidad era un aprovecharse de la actividad pastoral del P. Tulio que era muy intensa, siempre en viaje por las aldeas para catequizar, confesar, celebrar la misa, bautizar, visitar enfermos, etc.
Sus superiores, temiendo por su vida lo trasladaron a la Parroquia del Sagrado Corazón de Quiriguá. El P. Tulio no estaba de acuerdo en abandonar el rebaño; pero obedeció. Era el 14 de mayo de 1980.
Siguieron las calumnias y amenazas en ese lugar. El 1 de julio de 1981, a las 22:30 de la noche al regreso de acompañar a algunos cursillistas a su casa, en la Aldea Campos Nuevos, fueron emboscados y asesinados tanto el P. Tulio Maruzzo como quien conducía el automóvil, el laico Luis Obdulio Arroyo Navarro. Su beatificación se realizará en 27 de octubre de 2018, la ceremonia se llevará a cabo en el Municipio de Morales en el Departamento de Izabal, Guatemala. Así lo confirmó la Comisión de Beatificación.

## En el cine y televisión

### Cine
- Cuando la selva lloró sangre (Cortometraje) (2018). Producido por Stella Maris T.V., protagonizada por Juan Pablo Rosales, Jossiel López y Javier Melgar y dirigido por Carlos Luxo, con el apoyo de la Conferencia de Obispos Católicos de Estados Unidos.

### Televisión
- Cuando la selva lloró sangre (Documental) (2018). Producido por Stella Maris T.V. bajo la dirección de Estuardo Franco y guion de Carlos Vargas y Anton Grech.